# Sebastián Guzmán de Spínola
 Sebastián Guzmán de Spínola  (Madrid, 20 de enero de 1683-Madrid, 23 de enero de 1757), V  marqués de Montealegre,  marqués de Quintana del Marco, fue un aristócrata español que sirvió en la Real Casa. 

## Vida y familia
Hijo de Martín Domingo de Guzmán y Niño, IV  marqués de Montealegre y de Teresa Spínola y Colonna, su padre había sido fiel servidor de la Real Casa y Sumiller de Corps de Felipe V.
Contrajo matrimonio el 18 de noviembre de 1708, con tan sólo 25 años, con Melchora Vélez Ladrón de Guevara (f. 13 de septiembre de 1727), hija y heredera de los condes de Oñate, Grandes de España. 
En 1721 juró el cargo de  Gentilhombre de la Real Cámara, pasando siete años después a servir al Príncipe de Asturias Fernando. Aspirando a ocupar más alto cargo se vio frustrado en 1736 al nombrar el Rey como Sumiller de su hijo al   duque de Gandía, lo que le llevó a protestar al ser el Gentilhombre más antiguo y no haberse respetado las reglas tradicionales al respecto. Suspendido por tal insolencia, fue repuesto en 1739, siendo ese mismo año Caballerizo mayor del Príncipe Fernando y a partir de 1740 Mayordomo de la Casa de la Princesa Bárbara de Braganza y Sumiller interino. Tres años después sería Sumiller titular del Príncipe.
Tanto confiaba Fernando VI en él, que, al subir al trono en 1746, le resarció con la futura y los sueldos de Sumiller en tanto lo ocupaba aún el  marqués de San Juan de Piedras Albas. Al cesar éste por sus protestas frente al ministro Marqués de la Ensenada,  fue nombrado Sumiller de Corps el 25 de marzo de 1748, puesto que ocuparía hasta su muerte.